# Chenusson
Chenusson est une ancienne commune d'Indre-et-Loire, annexée en 1822 par Saint-Laurent-en-Gâtines.

## Démographie
| 1793 | 1800 | 1806 | 1821 |
| ---- | ---- | ---- | ---- |
| 192  | 257  | 268  | 230  |